# Jerzy Popiełuszko
 (juin 2022).
Si vous disposez d'ouvrages ou d'articles de référence ou si vous connaissez des sites web de qualité traitant du thème abordé ici, merci de compléter l'article en donnant les références utiles à sa vérifiabilité et en les liant à la section « Notes et références ».
Jerzy Aleksander Popiełuszko (Alfons Popiełuszko) est un prêtre catholique polonais né le 14 septembre 1947 à Okopy (Pologne) et mort assassiné le 19 octobre 1984 à Włocławek (Pologne).
Aumônier du syndicat Solidarność, il est l'une des figures emblématiques de la lutte contre le régime communiste en Pologne. Il a été béatifié le 6 juin 2010 à Varsovie.

## Biographie

### Jeunesse
Jerzy Popiełuszko naît le 14 septembre 1947 dans le village d’Okopy, non loin de Suchowola, dans la région de Podlasie. Son père, Władysław, et sa mère, Marianna, née Gniedziejko, sont des paysans de condition très modeste. La famille vit des revenus que procurent leurs quelques hectares de terres de piètre qualité. Ils pratiquent le catholicisme et sont profondément croyants.
Jerzy Popiełuszko est le troisième d'une fratrie de cinq enfants : Teresa, Józef, Alfons (qui deviendra Jerzy Aleksander), Stanisław et Jadwiga (ces deux derniers décédés avant leur deuxième année). Il grandit dans une maison de deux pièces dans laquelle vivent parents, enfants et grands-parents. Le 16 octobre 1947, il reçoit le baptême dans l’église Saints-Pierre-et-Paul de Suchowola. On lui donne Alphonse comme prénom de baptême, en souvenir du frère de sa mère, Alphonse Gniedziejko, partisan de formations clandestines luttant pour l’indépendance de la Pologne, tué à 21 ans par l’Armée rouge le 29 avril 1945 avec cinq de ses compagnons, durant une action militaire destinée à délivrer des soldats du même détachement.
Jerzy Popiełuszko grandit dans un environnement patriotique et empreint de piété. Dès son plus jeune âge, il est un servant de messe assidu dans sa paroisse de Suchowola. Quotidiennement, avant d’aller à l’école, il vient à l’église pour servir la messe. En 1956, il fait sa première communion et, en 1958, il reçoit le sacrement de confirmation. Durant les années 1954-1961, il poursuit son éducation à l’école primaire de Suchowola, puis continue au lycée de la même ville, avec une formation au profil généraliste. En 1958, il participe à la Visitation de la Vierge noire de Częstochowa dans sa paroisse, dans le cadre de la Grande Neuvaine, préparant la Pologne à célébrer son millénaire. À l’école, il ne cache pas sa foi et son attachement à l’Église. Pour cette raison, la direction de l’école et certains enseignants lui font subir des vexations, allant jusqu’à convoquer ses parents. Après le lycée, Jerzy Popiełuszko prend la décision d’être prêtre. Seuls ses parents en sont informés. Vu les conditions d’admission difficiles du séminaire de Białystok (diocèse de Wilno), après son baccalauréat, Jerzy Popiełuszko entre au grand séminaire Saint-Jean-Baptiste de Varsovie. Les raisons de son choix d’étudier au séminaire varsovien sont doubles : on n’y exige pas la connaissance du latin - condition d’admission nécessaire au Séminaire de Białystok -, il est possible de rembourser les frais d’études, une fois les études terminées. La présence du primat Stefan Wyszyński à Varsovie, personnalité que Popiełuszko admire, a certainement une influence dans la décision prise par Popiełuszko.

### Entrée au séminaire et service militaire
Dès son arrivée, le 15 novembre 1965, au grand séminaire de Varsovie, Jerzy Popiełuszko est mis sous surveillance par les services de sécurité (SB). Son dossier figure dans le répertoire des prêtres catholiques à surveiller. Après sa première année d’études, il est convoqué pour accomplir deux ans de service militaire. C’est là une forme de répression des autorités communistes à l’encontre des évêques polonais. Selon le témoignage d’un ami prêtre, l’abbé Andrzej Dusza, Jerzy et lui se sont vu proposer par le pouvoir des études universitaires laïques pouvant les dispenser du service militaire. Solidaires avec leurs confrères séminaristes, ils sont venus tous les deux de leur plein gré pour la conscription.
Du 25 octobre 1966 au 15 octobre 1968, Popiełuszko fait son service militaire dans une unité militaire spéciale destinée aux prêtres : le 54 ème bataillon des secours territoriaux de la ville de Bartoszyce. Durant cette période, il soutient moralement ses confrères pour qu’ils résistent aux ordres des supérieurs, qui ne cessent d’enfreindre la liberté de conscience des jeunes clercs. Contrevenant aux ordres, il organise des prières communes pour les séminaristes, transmet aux autorités ecclésiales les informations sur les persécutions et les brimades subies, afin de les décourager d’être prêtres. Il prend la peine d’envoyer des rapports sur le contenu des cours politiques dénigrant l’Église et le primat de Pologne, Stefan Wyszyński, en personne ; refuse de se défaire de son rosaire et proteste contre l’interdiction de prier. Maintes fois puni et réprimandé par ses supérieurs, on l’oblige à faire des exercices physiques lors du temps réservé au repos. On lui refuse les permissions de sortie, l'humilie et lui ordonne d’exécuter des actions périlleuses dans l’enceinte de la caserne. Selon le témoignage de l’abbé Wiesław Wasiński, il est considéré comme le dirigeant de la résistance envers les supérieurs militaires. Popiełuszko refuse sa promotion au grade de soldat confirmé.
Il est plus que probable que c’est à la suite de ces persécutions, punitions et travaux forcés subis lors de son service militaire, qu’au retour au Séminaire (janvier 1970), l’abbé Jerzy Popiełuszko est atteint d’une grave maladie de la thyroïde. Une intervention chirurgicale est nécessaire ; sa vie est en danger. Cependant, grâce aux lettres envoyées aux abbés Czesław Miętka et Władysław Miziolek, l’épiscopat polonais possède des informations détaillées sur les persécutions subies par les futurs prêtres lors de leur service militaire.

### Premières missions paroissiales
Le 13 mai 1972, il change officiellement son deuxième prénom et s’appelle désormais Jerzy Aleksander. Le 28 mai 1972, il est ordonné prêtre par le cardinal Stefan Wyszyński.
Dès juin 1972, il est nommé vicaire à la paroisse de la Sainte Trinité dans la commune de Ząbki. Il y fait de la catéchèse et prend soin du cercle des servants de messe ; il anime le mouvement du Rosaire vivant. Le 5 octobre 1975, il est muté dans la paroisse de Notre Dame Reine de Pologne à Anin. Là aussi, il enseigne comme catéchiste, travaille avec les enfants et les jeunes, avec lesquels il a un bon contact et des relations très proches. En juin 1975, à la suite d'un conflit avec le curé, il demande à changer de paroisse. Il est alors envoyé comme vicaire dans la paroisse de l’Enfant Jésus, dans le quartier de Żoliborz à Varsovie, où il est aumônier des jeunes et s’occupe des servants de messe.
Durant les années 1974-1976, grâce à l’initiative des autorités ecclésiales, le père Jerzy Popiełuszko suit des cours à l’Institut de théologie pastorale de l’Université de Lublin. Il participe au programme universitaire comme externe, uniquement durant l’année 1974-1975. En octobre 1975, il commence certes son année, mais abandonne ses études. Il lui est impossible de concilier ses voyages à Lublin avec ses obligations de vicaire et un état de santé fragile. Sa santé n’a cessé de se dégrader, au point où on lui a forgé une réputation peu flatteuse de prêtre souffreteux qui ne peut travailler trop intensément.
Durant la période 1974-1975, lorsqu’il est vicaire dans la paroisse de la Sainte Trinité à Ząbki, il est maintes fois soumis à des brimades et se voit convoqué pour des interrogatoires par les services de sécurité de Wołomin, ville voisine. Le 17 avril 1974, un dossier à son nom y est ouvert, pour consigner le père Jerzy comme nouvel informateur. Les services de sécurité (SB) pensent pouvoir entretenir avec lui une forme de dialogue, pour en faire un de leurs collaborateurs. Après quelques rendez-vous obtenus sous contrainte, le père Jerzy rompt tout contact avec les services de sécurité (SB). Le 30 juin 1975, les fonctionnaires des services de sécurité mettront fin à leurs actions policières envers sa personne.
En octobre 1978, après l’élection de Jean Paul II, il se rend à la curie métropolitaine de Varsovie, pour demander qu’on lui assigne des tâches supplémentaires dans le diocèse, car il considère que ses activités dans la paroisse de l’Enfant Jésus ne remplissent pas tout son temps et sous-emploient ses capacités. Avec l’autorisation des autorités ecclésiales, il commence une pastorale chez les infirmières et le personnel médical, sans abandonner son poste de vicaire. Dès l’automne 1978, il célèbre une messe mensuelle pour les employés des services de santé publics dans l’église « Res Sacra Miser », de la rue Krakowskie Przedmieście à Varsovie. Puis il organise peu après, dans la paroisse de l’Enfant Jésus, des rencontres dans le cadre de l’aumônerie dédiée aux infirmières. Début 1979, il reçoit des mains du primat de Pologne, Mgr Stefan Wyszyński, la nomination d’aumônier du personnel médical du diocèse de Varsovie.

### Maladie et nouvelles activités
En janvier 1979, le père Jerzy tombe de nouveau gravement malade. On lui diagnostique une leucémie aigüe, ce qui le conduit à séjourner plusieurs semaines dans les hôpitaux de la capitale. Malgré une amélioration de son état de santé, il ne peut rejoindre - au printemps de la même année -, son poste de vicaire. Les autorités ecclésiales lui interdisent d’exercer toute activité pastorale. Elles sont convaincues qu’une convalescence prolongée lui permettra d’améliorer son état de santé, pour qu’il puisse ensuite reprendre ses fonctions. Le père Jerzy se voit octroyer une charge pastorale plus légère : aumônier à l’église Sainte Anne à Varsovie, où il doit s’occuper des étudiants de l’Académie de médecine. Par décret officiel du 20 mai 1979, il devient vicaire auprès de la paroisse Saint Jean Baptiste de la Vieille Ville de Varsovie - responsable des médecins de Sainte Anne. Le père Popiełuszko se voit octroyer une petite chambre dans la tour principale de l’église ; sa vie quotidienne est empreinte d’un grand dénuement. Grâce à l’aide financière de sa tante résidant aux États-Unis, il acquiert durant l’été 1979 un petit studio, situé rue Chlodna à Varsovie.
Une fois ses ennuis de santé terminés, il ouvre auprès de son centre académique de Sainte Anne, une aumônerie pour étudiants de l’Académie de médecine de Varsovie. Il y organise, pour les jeunes médecins, des récollections, exposés, journées de recueillement et espaces de dialogue, qu’animent des professeurs en médecine. Il collabore étroitement avec le couple de médecins Emilia Paderewska-Chrościcka et Antoni Chrościcki (pl) (pédiatre et cardiologue) et le professeur Jan Nielubowicz (en), recteur de l’Académie de médecine de Varsovie. Le père Jerzy s’est tout particulièrement engagé dans la défense des enfants à naître et la diffusion de la doctrine sociale de l’Église, surtout dans les milieux médicaux. Il propage parmi les médecins et infirmières les écrits de l’Église sur la protection de la vie des enfants avant leur naissance contre l'avortement volontaire. C’est dans ce but qu’il fonde en 1981 une bibliothèque médicale qui sert à l’aumônerie des services de santé, initiative qu’il assume sur ses propres fonds et grâce à l’aide d’une religieuse, sœur Jana Płaska SJK.
Durant la période 1979 à 1980, il célèbre des messes pour la communauté des infirmières, des étudiants en médecine, médecins et chargés de cours. Dans ses homélies, il souligne l’importance de l’éthique médicale, rappelant qu’être médecin ou infirmière est une vocation.
En mai 1979, il est convié par les autorités ecclésiales à organiser les services médicaux pour les pèlerins, durant la première visite de Jean Paul II en Pologne. Il est de service lors du second pèlerinage papal, en avril 1983. À la demande du primat, Mgr Józef Glemp, il fait partie du comité organisant la visite -dans la section des services médicaux.
En automne 1979, il commence, de sa propre initiative, le travail d’aumônier dans une maison pour retraités des services de santé à Varsovie. Il est nommé aumônier de l’établissement, en octobre 1981. Dans cet endroit pour médecins retraités, établissement appartenant à l’État, il aménage à ses propres frais une chapelle avec tous le nécessaire et alors que la Pologne est en pleine période d’effervescence sociale appelée « carnaval de Solidarność », une messe y est régulièrement célébrée.
Le 20 mai 1980, il est muté comme résident à la paroisse Saint Stanislas Kostka, dans le quartier varsovien de Żoliborz, où il continue son activité d’aumônier des milieux médicaux. En 1980, il remplit de surcroît la fonction de chapelain du mouvement Foi et Lumière.

### Avec Solidarność

#### Premières actions pastorales auprès des ouvriers
Le 31 août 1980, il se rend, avec la permission du primat Wyszyński, aux aciéries Huta Warszawa, alors en grève. Il y soutient les ouvriers qui font grève, les confesse et célèbre l’Eucharistie à leur intention. Une fois les mouvements sociaux terminés, il garde le contact avec les travailleurs et participe à leurs rencontres. En résulteront un comité de grève, puis la naissance de la Commission syndicale Solidarność des aciéries.
En septembre 1980, il fonde l’une des premières aumôneries du monde ouvrier, qui étaient auparavant fermées depuis 1945 en Pologne. Dès l’automne 1980, il se rend maintes fois aux aciéries Huta Warszawa, en tant que conseiller informel de la Commission syndicale Solidarność ; c’est en secret qu’il arrive sur les lieux. Il est élu membre honorifique de Solidarność par les ouvriers des aciéries et chapelain informel de l’établissement. Le père Jerzy Popiełuszko est devenu l’homme de confiance des ouvriers et le père spirituel du syndicat Solidarność des lieux.

#### Multiplication des activités
Vers la fin de l’année 1980, il initie dans la paroisse Saint Stanislas Kostka des rencontres à caractère éducatif qui se transforment de 1983 à 1984 en une université du monde ouvrier. Ce sont les travailleurs des aciéries Huta Warszawa, de l’usine de tracteurs d’Ursus et les ouvriers des usines Fiat à Żeran (FSO), qui viennent y suivre les exposés d’enseignants universitaires. Dans la chapelle paroissiale, ont lieu des cours d’histoire, droit, économie, littérature, doctrine sociale de l’Église, ainsi que des catéchèses. Grâce à l’activité déployée par le père Jerzy se nouent des liens entre divers milieux sociaux : ouvriers d’usines, professeurs d'université, acteurs, médecins.
Il est l’un des consultants lors de la création du drapeau syndical de Solidarność, des aciéries Huta Warszawa. Le 25 avril 1981, il organise dans l’église Saint Stanislas Kostka des solennités officielles pour la consécration de l’étendard. Vu l’importante participation de fidèles de tous les milieux à cette cérémonie, l’événement devient une grande manifestation patriotique de toute la société. Le père Jerzy considère sa mission comme une action unissant la société autour des postulats du syndicat Solidarność. Il est l’un des initiateurs de la visite de Mgr Zbigniew Kraszewski aux aciéries Huta Warszawa, le 4 mai 1981. En septembre 1983, il organise le premier pèlerinage du monde ouvrier à Jasna Góra.
Le père Jerzy soutient activement la création de l’Association des étudiants indépendants (NZS). Lors des grèves étudiantes à l’Académie de médecine, il rend visite aux grévistes, avec une délégation de Solidarność des aciéries Huta Warszawa ; il soutient financièrement les grévistes. Dans l’aula de l’Académie de médecine (AM), où se déroulaient les cours magistraux, il célèbre la messe, confesse, et sert de consultant au comité de grève. Il continue à animer l’aumônerie des étudiants en médecine. En novembre 1981, durant de nouvelles grèves étudiantes, il vient leur rendre visite à l’Académie, confesse quotidiennement et célèbre la messe.
Lorsqu'éclate une grève à l’École supérieure des services pompiers à Varsovie (WOSP), il s’engage personnellement à soutenir et aider les étudiants. Dès le 26 novembre 1981, malgré le blocage des lieux par la milice, il arrive à pénétrer plusieurs fois dans l’enceinte du bâtiment de l’École, pour y célébrer une messe, dispenser le sacrement du pardon et soutenir les jeunes en grève. Après la « pacification » des grévistes par les forces de l’ordre, il aide financièrement les jeunes étudiants licenciés de l’École pour avoir fait grève. Grâce au père Jerzy, le primat Józef Glemp intervient auprès des autorités en faveur des jeunes pompiers, demandant qu’on leur restitue leur droit à l’éducation. L’arrivée du père Jerzy dans l’École des pompiers a été considérée comme une initiative personnelle - l’abbé Jerzy cherchant de nouveaux lieux pour son travail d’aumônier.

#### Activités malgré l'état de siège
Dès le printemps 1981, le père Jerzy s’investit activement dans les travaux de la Commission du syndicat indépendant Solidarność de la région de Masovie. On le considère comme l'un des chapelains du syndicat. En décembre, avant l’entrée en vigueur de l’état de siège, il soutient les étudiants de l’École polytechnique de Varsovie. Il y prend part à la deuxième session des délégués du syndicat Solidarność de Mazovie. Le 6 décembre, il célèbre une messe pour tous les participants.
En 1981, avant l’instauration de l’état de siège, le père Jerzy organise auprès de la paroisse Saint Stanislas Kostka, un centre de distribution de médicaments et de matériel médical, initiative née grâce aux donateurs de l’étranger. C’est par l’intermédiaire de sa tante Mary Kalinowska et les contacts avec la « Polonia » des États-Unis et de Grande-Bretagne (Polonais de l’étranger), que le père Jerzy fait parvenir en Occident la liste des médicaments qui manquent en Pologne. Selon le témoignage d’Anna Gręziak, avant le 13 décembre 1981, le père Jerzy s’occupait déjà de cette question, en collaboration avec les enseignants de l’Académie de médecine de Varsovie et avec l’accord du Ministère polonais de la santé. Grâce à son engagement, des milliers de médicaments arrivent en Pologne, sauvant ainsi d’innombrables vies. Avec l’aide des membres de son aumônerie dédiée aux médecins, il organise une banque de médicaments, véritable programme d’approvisionnement pour pharmacies et hôpitaux, toujours grâce à l’aide de l’étranger.
Après l’instauration de l’état de siège, le 13 décembre 1981, il met en place une action caritative pour les personnes internées, membres de Solidarność, et leurs familles ; cette initiative englobe aussi les personnes dans le besoin. À l’initiative de l’abbé Stanisław Bogucki, il dirige un centre d’accueil et répartit les dons acheminés de l’étranger dans la paroisse Saint Stanislas. C’est grâce à l’aide des abbés Jan Sikorski et Bronisław Dembowski, qu’il arrive à joindre les familles des personnes emprisonnées, pour leur transmettre une aide matérielle. Dans son appartement auprès de la paroisse Saint Stanislas Kostka, il reçoit les nécessiteux et leur distribue les biens venus de l’étranger, soutien financier compris. Il rejoint les personnes dont la vie a été brisée par les derniers événements et se retrouvent dans une situation difficile, tant familiale que matérielle. Il informe ceux dont les proches viennent d’être arrêtés, transmet les informations sur l’endroit de leur internement ou le lieu d’emprisonnement. Il devient membre du « Comité du Primat pour l’aide aux personnes persécutées et leurs familles » ; il y travaille comme responsable de la section médicale et des services d’information. Il récolte systématiquement les données sur les personnes subissant des répressions de la part des autorités communistes et reste constamment à l’écoute des besoins concrets et des demandes les plus urgentes.
Durant l’état de siège, le père Jerzy soutient particulièrement les personnes internées appartenant au syndicat Solidarność. Il est présent lors des audiences devant les tribunaux de la Pologne populaire, quand on condamne les opposants; participe comme observateur aux procès politiques et répertorie les informations de ceux qui viennent de sortir de prison, les aidant constamment spirituellement et matériellement. Souvent, il les héberge dans son propre appartement et subvient à tous leurs besoins.
Grâce à son engagement durant les premiers mois de l’état de siège, le père Jerzy devient une personnalité connue dans les milieux de l’opposition. Il est l’homme de confiance des paroissiens, des membres actifs de Solidarność et plus généralement des personnes subissant les répressions du régime communiste. Dès décembre 1981 et jusqu’à sa mort, il veille sur l’argent du syndicat Solidarność de Masovie, grâce à des caches aménagées chez des personnes dignes de confiance. Il est fort probable, que grâce à ces finances dissimulées, l’argent arrivait aux familles des internés, servait à organiser des achats de médicaments à l’étranger et venait subvenir aux besoins de ceux qui avaient perdu leur travail, et restaient sans moyens de subsistance. Le père Jerzy octroie aussi des aides financières aux centres d’accueil pour mères célibataires, tenus par des institutions ecclésiales. Il collabore avec la Commission exécutive et la Commission de confiance sociale du syndicat Solidarność, agissant dans la clandestinité.
Le 17 janvier 1981, il préside une messe pour les internés dans l’église Saint Stanislas Kostka. Les messes à l’intention de la Patrie - liturgies célébrées pour la première fois en octobre 1980 par l’abbé Teofil Bogucki -, sont maintenant confiées par ce dernier au père Jerzy Popiełuszko. Du 28 février 1982 à septembre 1984, le père Jerzy célèbre 32 messes pour la Patrie. La liturgie a lieu chaque dernier dimanche du mois. Le père Jerzy y prononce les homélies, préparées en fonction de thèmes principaux et de lectures du jour. Il met en place, avec ses collaborateurs, un plan détaillé du programme artistique, où il est l’un des auteurs des textes présentés et choisit les textes poétiques, qu’il fait réciter par des acteurs connus. Pour ce qui est du contenu des homélies, il consulte avec l’abbé Teofil Bogucki, la sœur J. Płaska et le prof. Klemens Szaniawski. De plus, il demande plusieurs fois l’avis de ses collaborateurs les plus proches de l’aumônerie du personnel médical et des ouvriers. Selon un témoignage de Jerzy Szóstka et Tadeusz Wiliński, le père Jerzy prenait grand soin pour que ses homélies soient comprises par tous les fidèles. Il les lisait devant les ouvriers et corrigeait si besoin avant de les prononcer. Il demande aux médecins et ouvriers de l’aumônerie, de participer à la mise en scène de la liturgie. Avec les sœurs Zofia Jańczak et Małgorzata Grabowska-Kozera, il prépare le décor de l’église avant chaque liturgie.

#### Buts spirituels
Le but premier du père Jerzy est de fortifier spirituellement la société polonaise soumise à l’état de siège. Dans ses sermons, il fait référence et cite les homélies du primat Wyszyński et rappelle souvent l’enseignement et les paroles du pape Jean Paul II. Il reprend les grands thèmes de la doctrine sociale de l’Église, à propos de la dignité humaine, de l’éthique chrétienne du travail, ainsi que des questions théologiques liées à la nation. Lors de ses sermons, il passe au crible le pouvoir de la Pologne populaire, appelle à libérer les opposants emprisonnés, à restaurer les libertés citoyennes et légaliser Solidarność, qu’il considère comme un mouvement social et national et non politique. Les interventions les plus caractéristiques du père Jerzy, concernent l’attitude patriotique et les renoncements à accepter pour le bien de la Patrie qu'il décrit comme un cheminement vers Dieu et un moyen d’atteindre le salut. Le 30 mai 1982, il prononce une homélie sur le thème : « Mère de tous les trompés, priez pour nous ». Il y parle de la brutale répression policière, lors des manifestations du 3 mai 1982 à Varsovie. Il lit durant le sermon la « Litanie de Solidarité », écrite dans un camp d’internement pour opposants du régime. Le 23 février 1983, dans son homélie « Les prisons invisibles », le père Jerzy rappelle que la nation polonaise est réduite à l’asservissement. Le 27 novembre 1983, le sujet principal de son sermon est : « Nos renoncements volontaires sont peut-être insuffisants » - enseignement au sujet de la nécessité d’accepter la souffrance ; il rappelle aussi les soulèvements qui ont eu lieu en Pologne depuis 1945, révoltes brisées par l’État.

### Célébrité et mise sous surveillance
A l'automne 1982, il devient une personnalité connue publiquement. Des milliers de fidèles participent aux messes qu’il célèbre. Grâce à ses homélies, bon nombre de personnes sont revenues à leur foi religieuse ; les conversions d’incroyants ne sont pas rares non plus. En plus des fidèles de la paroisse et des habitants de Varsovie, y viennent les membres et sympathisants de Solidarność de toute la Pologne, les délégués de divers établissements industriels, institutions, écoles, ainsi que les opposants venant d’être juste libérés d’internement. Le 19 mai 1983, le père Jerzy célèbre l’enterrement de Grzegorz Przemyk, jeune lycéen battu à mort par la milice.
C’est probablement dès l’automne 1981, que le père Jerzy est soumis à une surveillance régulière par les fonctionnaires des services de sécurité (SB), ceci à cause de son engagement auprès des ouvriers des aciéries Huta Warszawa et auprès des étudiants en grève. En avril 1982, vu son activité caritative et de sa collaboration au grand jour avec les dirigeants de Solidarność délégalisé, ainsi que l’organisation des messes pour la Patrie attirant des foules, le père Jerzy est fiché et fait l’objet d’opérations policières spéciales des SB. Il est depuis soumis à une filature et ses homélies sont enregistrées. Le 30 août 1982, dans une lettre du Ministère des cultes, affilié au pouvoir, adressée à Mgr Bronisław Dąbrowski, le père Jerzy est accusé d’être responsable de troubles portant atteinte à l’ordre public. En automne 1982, d’après les informations transmises aux évêques de Varsovie par les instances du pouvoir, le père Jerzy devrait être interné. Pendant ce temps, sa famille est soumise à des actes de harcèlements et lui-même reçoit des avis au sujet de poursuites judiciaires à son encontre.
En automne 1982, le père Jerzy Popiełuszko est traqué et pris à partie de tous côtés par les services de sécurité : appels téléphoniques avec menaces, médisance lors d’une réunion publique avec les employés de l’État, convocations pour interrogatoires au poste de police et voiture saccagée. Dans la nuit du 13 au 14 octobre 1982, des matériaux explosifs sont jetés par la fenêtre dans son logis de la paroisse Saint Stanislas.
En même temps, dès novembre 1982, lors de pourparlers bilatéraux de l’Église polonaise avec les autorités communistes, on veut obliger les ecclésiastiques à discipliner le père Jerzy. Durant la période de 1982 à 1984, le Ministère des cultes et des membres du gouvernement de la Pologne populaire, font plusieurs fois pression sur les représentants de l’Église : le libre fonctionnement des institutions ecclésiales est conditionné à une interdiction de prêcher pour le père Jerzy, lors des messes pour la Patrie.
En juillet 1982, le père Jerzy est sous stricte observation et contrôle des collaborateurs et agents secrets des SB, essayant de le convaincre d’arrêter son activité. Le 2 septembre 1982, les services de sécurité entament formellement, contre le père Jerzy, une procédure policière visant à inférer dans ses activités : c'est l'opération policière « Popiel ». En novembre 1982, les actions des SB contre le père Jerzy s’intensifient. Les agents secrets des SB tentent de le discréditer devant ses supérieurs ecclésiaux. C’est surtout devant le primat Józef Glemp qu’on diffame sa personne.
Par le biais d’une surveillance policière accrue du père Jerzy et de son entourage, les SB récoltent les preuves de sa prétendue activité politique, preuves qui ont servi de prétexte pour entamer une instruction judiciaire pour abus de la liberté de culte.
Le 2 décembre 1983, des agents de sécurité des SB essayent de pénétrer dans l’appartement privé du père Jerzy, pour lui remettre une convocation chez le procureur.
Le 12 décembre 1983, conformément à la suggestion de l’archevêque Bronisław Dąbrowski, le père Jerzy se rend au Commissariat central de la milice à Varsovie, pour y subir un interrogatoire. On l’accuse faussement de calomnier le pouvoir, d’abuser de sa situation de prêtre, appeler l’opinion publique à la subversion et de diffuser parmi les fidèles une propagande contre l’État. Après l’interrogatoire, on décide de faire une perquisition dans l’appartement du père Jerzy, rue Chłodna, où on découvre des tracts, munitions et matériaux explosifs - placés bien évidemment auparavant dans l’appartement du prêtre par les SB. On arrête le père Jerzy. Il est toutefois relâché le lendemain, après l’intervention de l’archevêque Bronisław Dąbrowski.

### Intensification des pressions du pouvoir
L’activité du père Jerzy suscite l’incompréhension et les objections d’une partie du clergé et de l’Épiscopat, car elle accentue les répressions du régime envers l’Église et les fidèles. Un des symptômes de cette situation est la discussion lors de la rencontre du 14 décembre 1983, du primat Józef Glemp avec le père Jerzy. Le primat l’accuse de négliger ses occupations pastorales au profit de son engagement « patriotique ».
Durant toute l’année 1984, le métropolite de Varsovie subit de plus en plus de pressions de la part des autorités, qui veulent qu’il ordonne au père Jerzy d’arrêter ses activités. Le pouvoir s’adresse à maintes reprises aux suffragants : Mgr Miziołek, Mgr Kraszewski et l’archevêque Dąbrowski, pour qu’ils fassent cesser les prêches du père Jerzy.
Le 27 décembre 1983, paraît dans la presse un article diffamant le père Jerzy, article amplement repris par les médias officiels au service du régime. C’est depuis cette période, que les attaques contre le père Jerzy prennent le caractère d’une propagande promue par l’État. La culmination de ces agressions a lieu, lorsque le journal moscovite « Izviestia », se met à accuser les évêques polonais de collaboration avec le père Jerzy.
Début 1984, on convoque le père Jerzy au Département des investigations du Ministère de l’intérieur pour des interrogatoires ponctuels ; une forme de persécution de plus. Le 12 août 1984, le procureur de la voïvodie de Varsovie formule un acte d’accusation contre le père Jerzy. À part les griefs déjà présents, on l’accuse d’être en possession de livres prohibés et de matériaux explosifs. L’affaire est cependant close, à la suite de l’amnistie d’août 1984.
Selon le témoignage du père Adam Boniecki et de Mgr Kraszewski, le pape Jean Paul II s’intéressait aux actions du père Jerzy et le soutenait. En janvier 1984, le père Popiełuszko a une entrevue avec le père Boniecki, grâce à quoi le pape est au courant des détails du travail et des plans du père Jerzy. En signe de soutien, l’évêque Kraszewski transmet au père Jerzy les salutations amicales du pape, accompagnées d’un souvenir. Le Saint Père demande alors à Mgr Kraszewski de soutenir le père Jerzy.
Le 26 juillet 1984, les amis et collaborateurs du père Popiełuszko écrivent une lettre aux autorités ecclésiales, pour qu’elles l’envoient faire des études à Rome, afin de le soustraire aux attaques des SB et du procureur. En septembre 1984, selon le primat Glemp, le père Jerzy décide de ne pas quitter le pays. En tant que son supérieur ordinaire, il ne voulait pas forcer le père Jerzy à partir - explique le primat.
Selon les dires de Madame Jolanta Sokół, les ravisseurs et meurtriers du père Jerzy, l’ont déjà suivi durant son voyage en train vers Katowice et Bytom, le 7 octobre 1984. Le 13 octobre 1984, a lieu une première tentative d’assassinat manquée du père Jerzy, lors de son retour en voiture de Gdańsk à Varsovie.

### Assassinat
Le plan alternatif est réalisé le 19 octobre : au retour d'une visite pastorale à Bydgoszcz, la voiture de l'ecclésiastique est arrêtée par un véhicule banalisé de la police : il est enlevé par trois officiers de la SB près de Włocławek, à 160 km au nord-ouest de Varsovie et est placé dans le coffre de la voiture de ses ravisseurs. Son chauffeur, l'ancien parachutiste Waldemar Chrostowski, menotté et placé de force dans l'habitacle, réussit à s'échapper. Après avoir été torturé jusqu'à ce que mort s'ensuive, le corps de Jerzy Popiełuszko est lesté puis jeté dans un réservoir d'eau de la Vistule. Il ne sera découvert, méconnaissable, que plusieurs jours plus tard dans ce réservoir, grâce aux aveux des trois officiers.
Le 3 novembre 1984, plus de 500 000 personnes[source insuffisante] rendent un dernier hommage au père Jerzy Popiełuszko, dont les obsèques célébrées en l'église Saint-Stanislas-Kostka de Varsovie insufflent une seconde vie au syndicat Solidarność alors bâillonné.

Funérailles de Jerzy Popiełuszko le 3 novembre 1984.
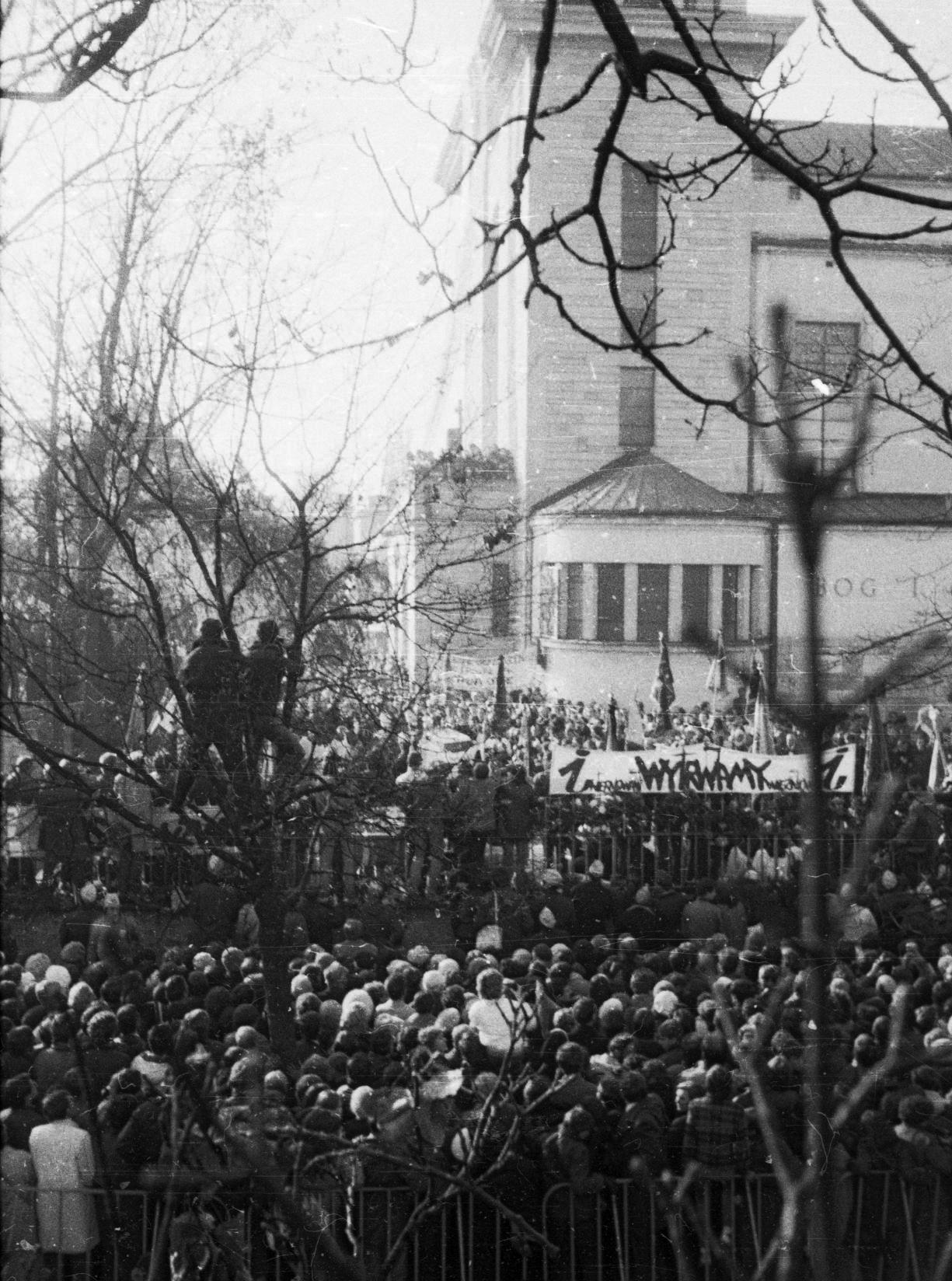
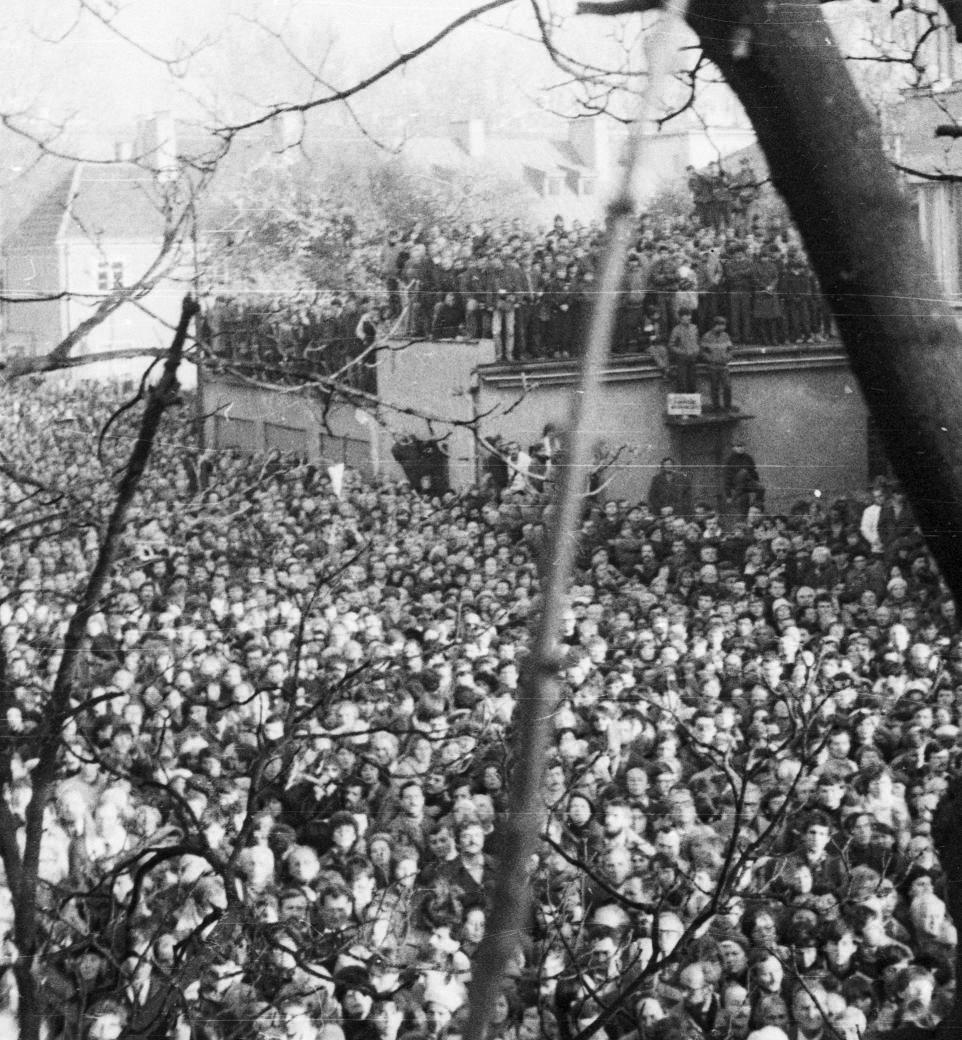
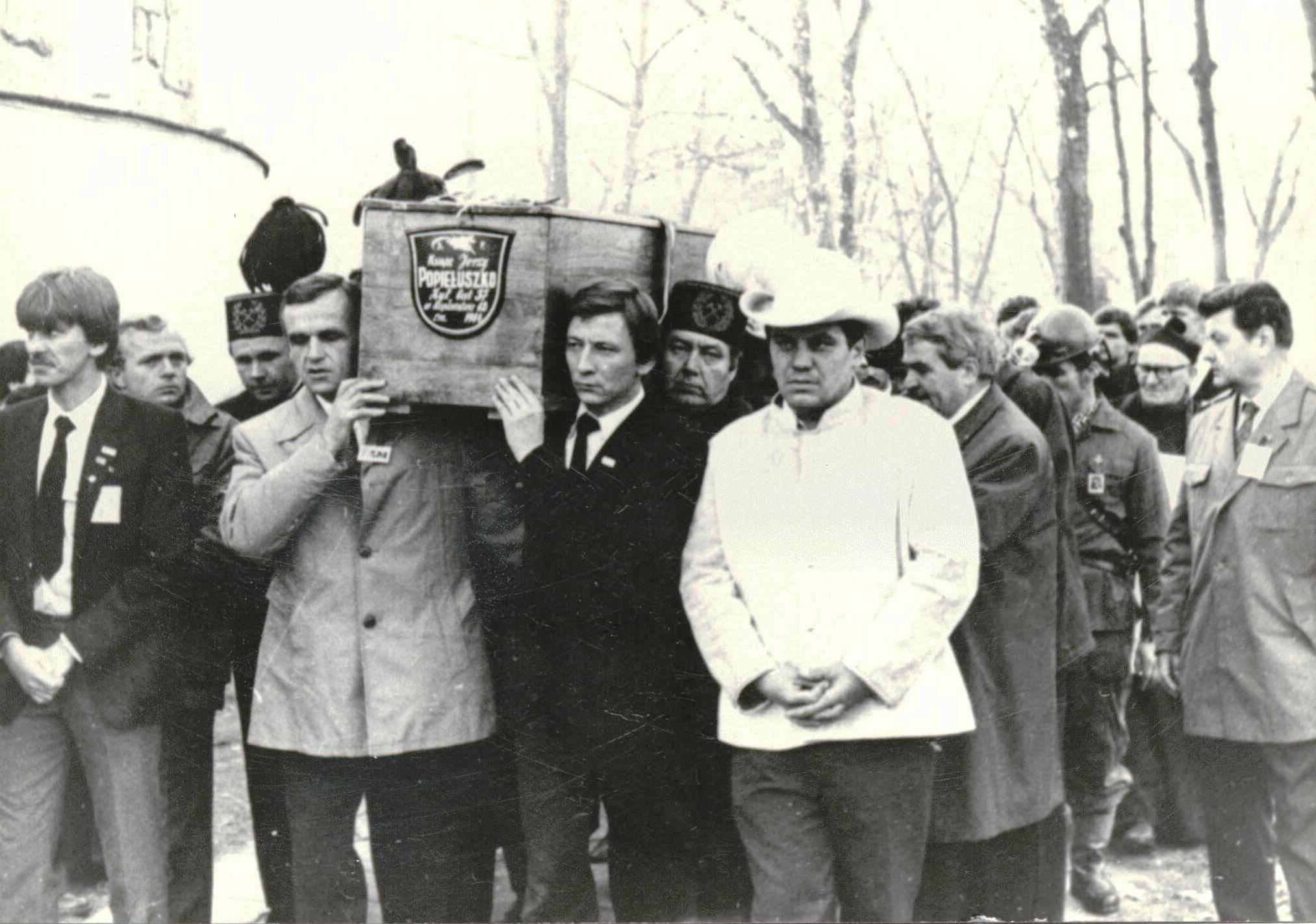
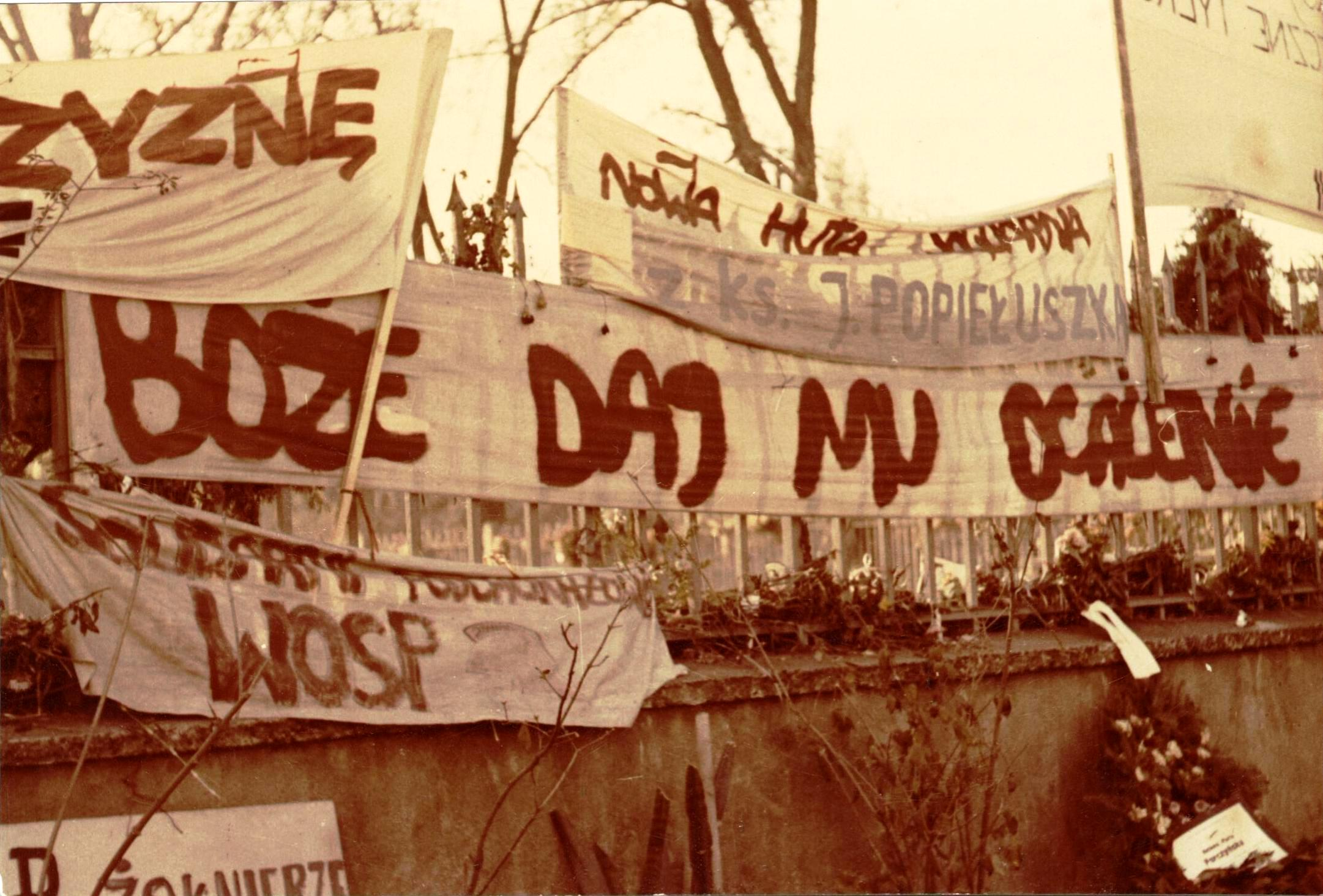
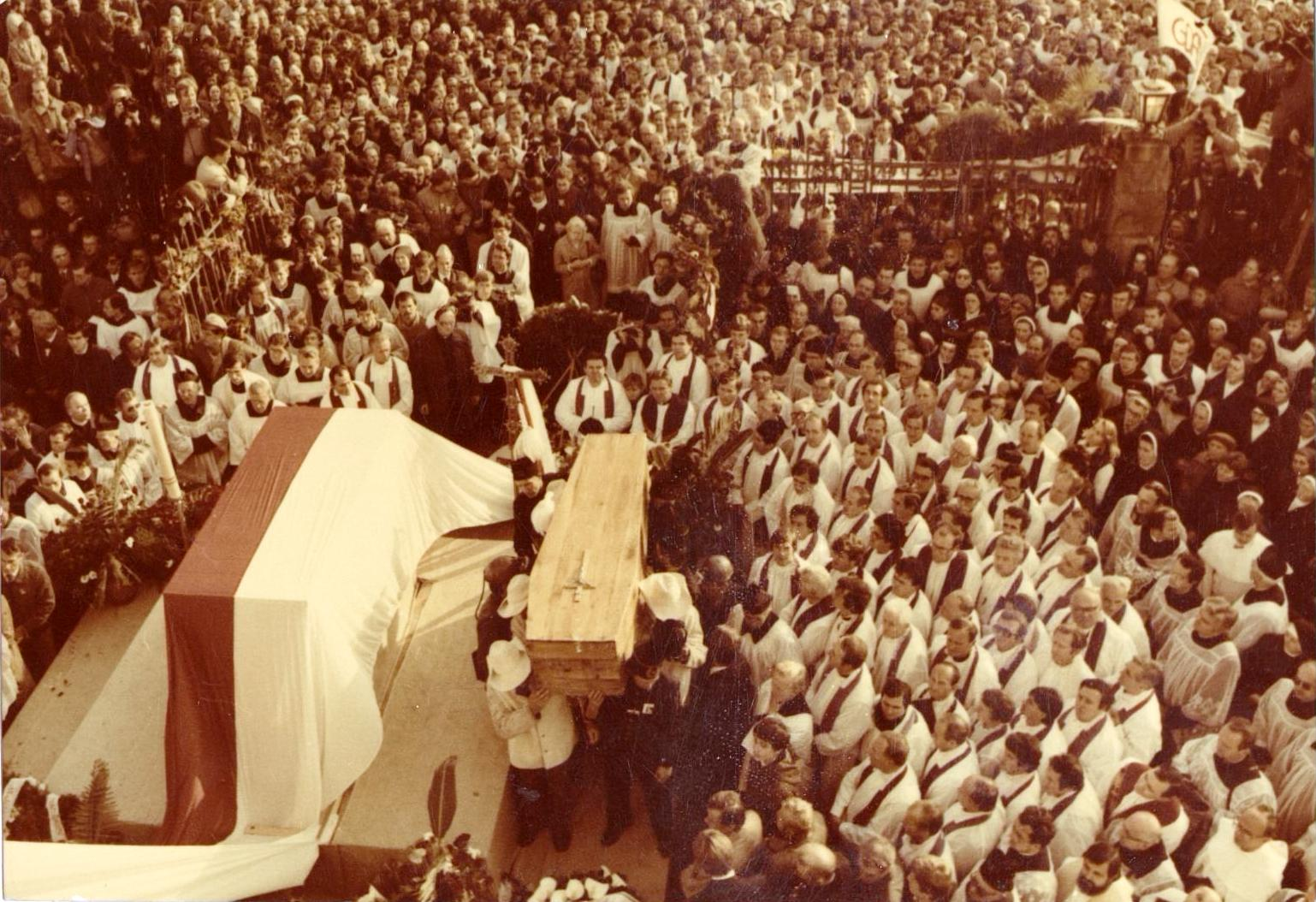

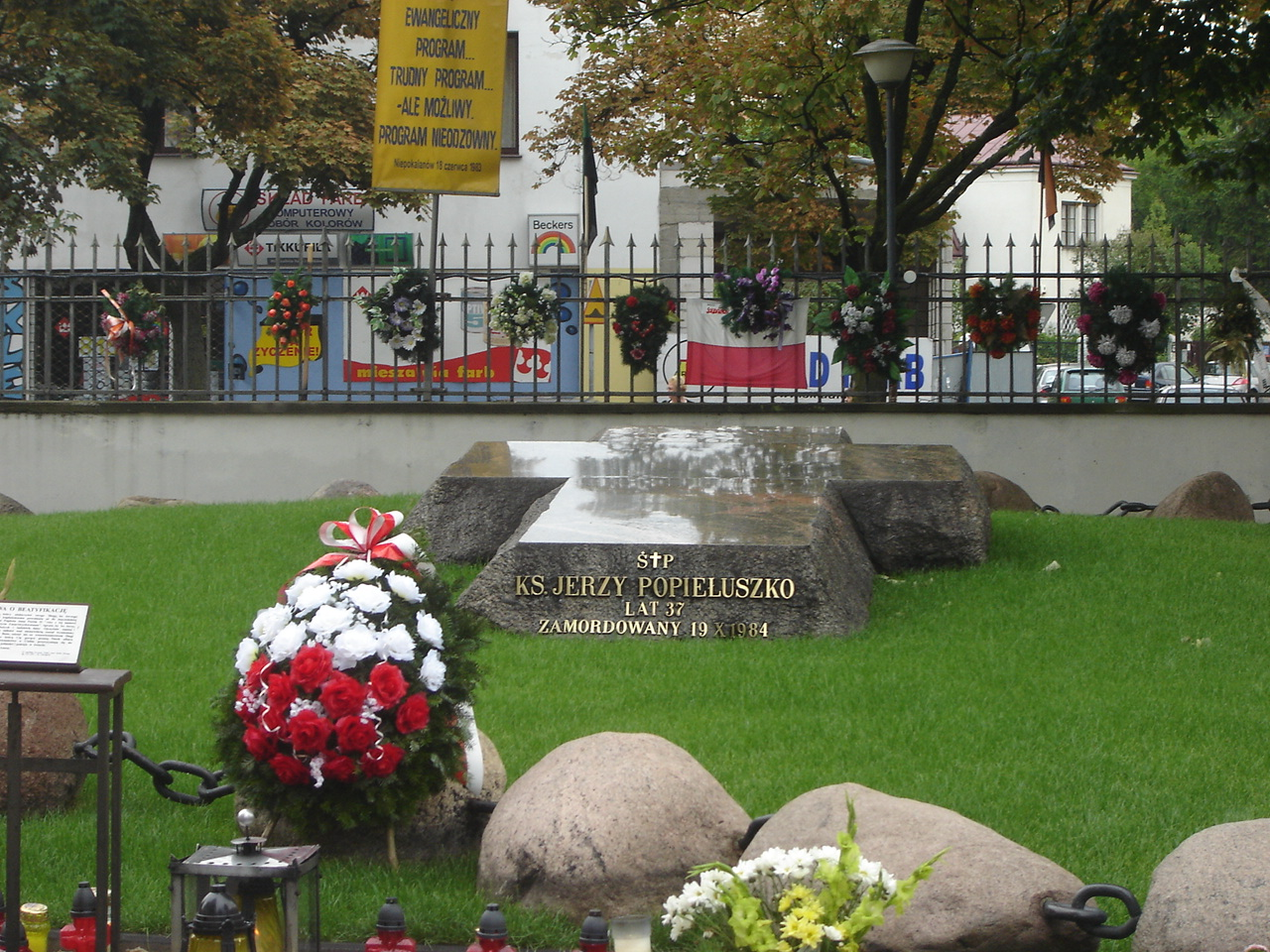
Tombe de Jerzy Popiełuszko à Varsovie.

Le prêtre est inhumé au sein de sa paroisse, et sa tombe est constamment couverte de fleurs. Un réseau de plusieurs dizaines de fidèles veille en permanence sur la tombe, qui devient lieu de nombreux pèlerinages : plus de 18 millions de personnes l'ont déjà[Quand ?] visitée. Le pape Jean-Paul II lui-même vint s'y recueillir en 1987. Une année après sa mort, le Saint-Siège reçoit plusieurs milliers de lettres demandant sa béatification.

### Enquête et procès
L’enquête concernant l’enlèvement et le meurtre du père Jerzy Popiełuszko, commence le 20 octobre 1984. Elle est menée par le Bureau du procureur régional à Toruń, puis reprise le 23 octobre par les SB (Bureau des investigations du ministère de l'Intérieur) ; elle est menée de manière malhonnête et partiale. Le corps du père Jerzy est repêché le 30 octobre dans les eaux de la Vistule près de Włocławek. Le 10 décembre 1984, dans l’acte d’accusation, seules trois personnes sont mentionnées : Grzegorz Piotrowski, Waldemar Chmielewski, Leszek Pękala, ainsi que leur supérieur direct, Adam Pietruszka. Au cours de l’enquête, on ne fait pas mention des indices pouvant conclure à la responsabilité de la direction du ministère de l'Intérieur - le général Władysław Ciastoń, Zenon Płatek et Czesław Kiszczak - commanditaires présumés du crime. On omet de mentionner les documents prouvant les persécutions et les préparatifs de l’assassinat du père Jerzy. La majorité de la documentation de l’opération policière « Popiel », organisée contre le père Jerzy, est détruite en 1989.
Le procès des quatre fonctionnaires des SB qui se déroule devant le Tribunal de la voïvodie de Toruń du 27 décembre 1984 au 7 février 1985, devient une opportunité de plus, pour l’appareil judiciaire communiste, d’accuser le père Jerzy Popiełuszko.
Pour sauver les apparences et faire croire qu'il ne s'agissait pas d'un meurtre politique[réf. nécessaire], les trois officiers coupables du meurtre, le capitaine et chef du commando Grzegorz Piotrowski et les lieutenants Leszek Pękala et Waldemar Chmielewski, sont condamnés le 7 février 1985 à des peines de prison (respectivement 25, 15 et 14 ans). Leur supérieur, le colonel Adam Pietruszka, est également condamné à 25 ans de prison. Dès le 14 décembre 1986, la cour suprême de Pologne leur fait bénéficier de remises de peine. Ils retrouvent la liberté entre 1990 et 2001, après avoir passé cinq (Pękala), huit (Chmielewski), dix (Pietruszka) et seize ans (Piotrowski) derrière les barreaux. Le doute subsiste sur les commanditaires de cet assassinat, même si de nombreux observateurs estiment que le ministère de l'Intérieur polonais ne pouvait ignorer une telle initiative. Selon l'historien Jan Żaryn (pl), il est « très probable » que le général Jaruzelski lui-même était informé de l'opération, mais la préméditation n'est pas clairement établie : il pourrait s'agir d'une tentative d'intimidation qui aurait mal tourné.
Le soutien public de Jerzy Popiełuszko au syndicat Solidarność lui a coûté la vie. Popiełuszko symbolise désormais aux yeux des Polonais la lutte commune de l'opposition démocratique et de l'Église catholique contre le régime totalitaire en place. Le martyre du jeune prêtre entraine de nombreuses conversions, et même l'éclosion de vocations sacerdotales.[réf. nécessaire] En 1989 et 1990, les régimes prosoviétiques d'Europe de l'Est s'effondrent et laissent place à des régimes démocratiques. Lech Wałęsa, président du mouvement Solidarnosc, est élu président de la république de Pologne en 1990.

## Textes
Jerzy Popiełuszko n'a rien publié de son vivant, mais ses Sermons pour la Patrie ainsi que ses carnets intimes (rédigés entre 1980 et 1984) ont été publiés en polonais et, plus tard, traduits en français par l'entremise de l'écrivain et journaliste Jean Offredo.
- Jerzy Popieluszko : le chemin de ma croix. Messes à Varsovie Traduit par Michel de Wieyzka. Préface : Jean Offredo, publ. par Cana, Paris 1984.
- Jerzy Popieluszko : carnets intimes (1980-1984). Traduction et introduction : Jean Offredo, publ. par Cana, Paris 1988. (2e édition 1997)

## Hommages

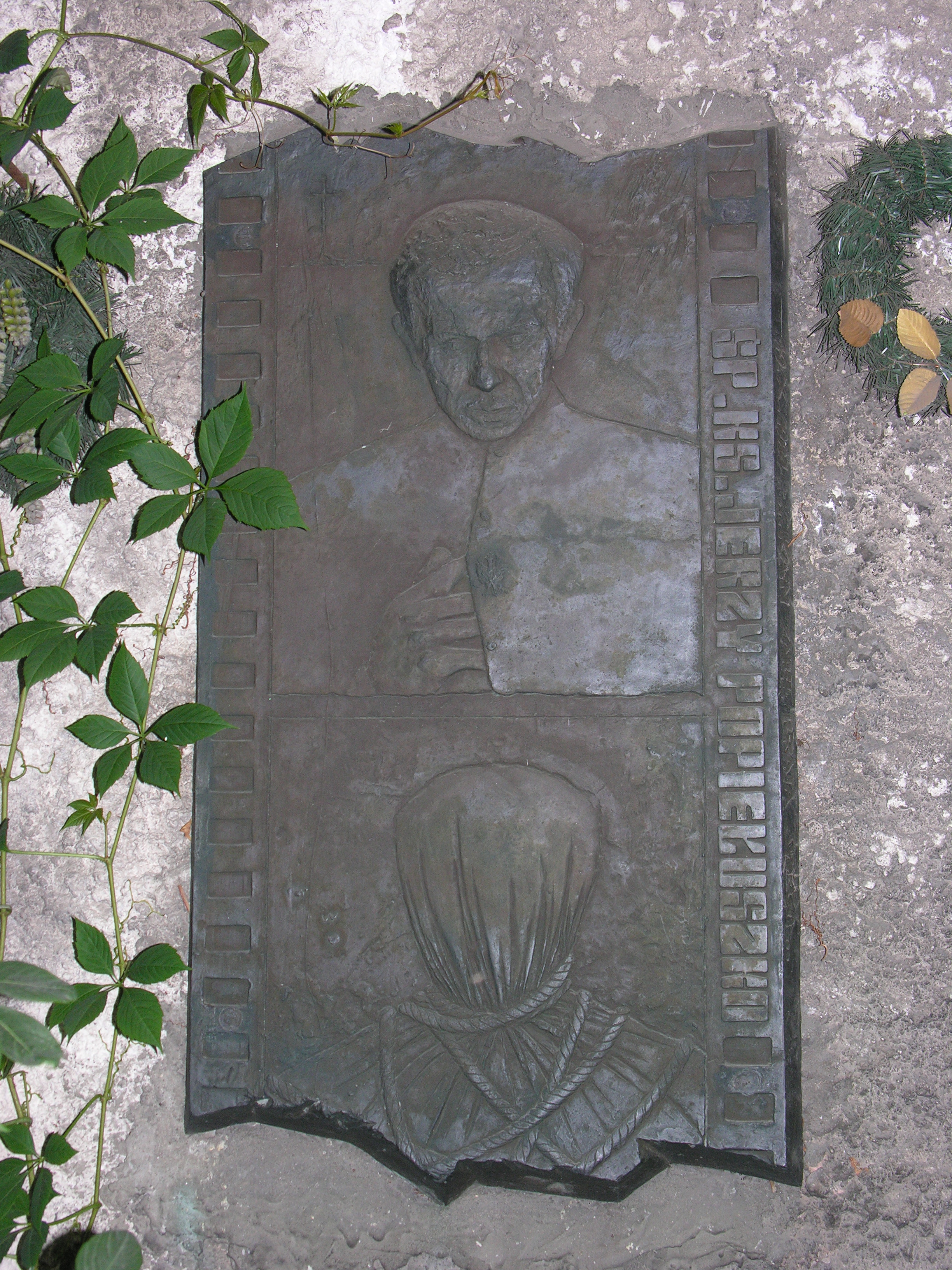
Stèle commémorative à Wrocław.

Le compositeur polonais Andrzej Panufnik écrit son Concerto pour basson en 1985 en sa mémoire. En 1986, la face B de l'album Flajelata de Muslimgauze contient le morceau Homélie à Popieluszko.
Sa vie inspire plusieurs films : une fiction intitulée Le Complot d'Agnieszka Holland, ainsi qu'un film biographique Popiełuszko, wolność jest w nas (« Popiełuszko, la liberté est en nous ») de Rafał Wieczyński (pl) en 2009.
À titre posthume, il reçoit en 2009 l'ordre de l'Aigle blanc.
Des bustes, stèles et plaques commémoratives du prêtre lui sont consacrés à l'initiative de communautés catholiques notamment aux États-Unis et en Pologne, 73 rues portent son nom ainsi que quatre ronds-points, trois places et 21 écoles. En France, une statue à sa mémoire est édifiée près du parc Jean-Paul II à Issy-les-Moulineaux.

## Béatification et éventuelle canonisation
Le pape Jean-Paul II avait ouvert en 1997 le procès en béatification de Jerzy Popiełuszko. En 2008, Popiełuszko est déclaré serviteur de Dieu. Le successeur de Jean-Paul II, le pape Benoît XVI, approuve la béatification de Jerzy Popiełuszko le 19 décembre 2009, en tant que martyr de la foi. Habituellement, la béatification doit être précédée d'un miracle attribué à l'intercession de la personne dont la cause est introduite. Toutefois, la béatification d'un martyr peut avoir lieu sans qu'un miracle soit reconnu.
Le 6 juin 2010, l'archevêque Angelo Amato, préfet de la Congrégation pour les causes des saints, préside sur la place Piłsudski la grand-messe de béatification du père Popiełuszko, concélébrée par 120 évêques et 1 300 prêtres. Sont également présents la mère du défunt, Marianna (1920-2013), sa sœur et ses frères, l'ancien président Lech Wałęsa et près de 150 000 fidèles. À l'issue de la messe, des reliques du prêtre sont portées en cortège à travers Varsovie pour être déposées au Temple de la Divine Providence, une imposante église en construction dans le quartier de Wilanów, à 12 km de la place Piłsudski.
Le 14 septembre 2012, l'abbé Brien, prêtre du diocèse de Créteil, en France, va donner l'onction des malades à François Audelan, un patient âgé de 56 ans, souffrant d'un cancer. Après avoir demandé l'intercession du bienheureux Jerzy Popiełuszko, le prêtre place une image représentant le prêtre martyr sur la table de chevet du malade. Le lendemain, le malade se lève de son lit alors qu'il avait reçu les derniers sacrements dans la nuit. Quelques jours plus tard, il est complètement guéri. De manière incompréhensible, la tumeur a disparu.
Une commission pour étudier la guérison est convoquée par l'évêque de Créteil en mars 2014. Les résultats de l'enquête sont transmis en septembre 2015 par le diocèse de Créteil à la Congrégation pour la cause des saints au Vatican pour que le caractère miraculeux ou non de la guérison soit établi. Le 23 janvier 2023, le Vatican annonce que cette guérison n'est pas reconnue comme miraculeuse, deux médecins de la commission ayant affirmé que cette guérison n'est pas médicalement inexplicable ; la procédure est donc au point mort, de nouveau dans l'attente d'un miracle.